# Cramoisi
Pour les articles homonymes, voir Cramoisi (homonymie).
Cet article court présente un sujet plus développé dans : Carmin.
Cramoisi est un nom, plus souvent adjectif, de couleur désignant un rouge profond tirant vers le violet, synonyme, comme nom de couleur, de carmin, d'usage principalement en peinture, tandis que cramoisi s'emploie plutôt en textile et dans un usage littéraire.
Le mot cramoisi dérive des moyens employés autrefois pour produire la couleur, à partir des corps séchés d'un insecte, la cochenille du chêne kermès, d'où le nom de « kermésy », puis « cramoisi ». Cet insecte étant rare et difficile à récolter en quantité, on lui préféra à partir du XVIIe siècle une espèce voisine, Dactylopius coccus, hôte des cactus d'Amérique. L'acide carminique est le colorant anthraquinonique responsable de la couleur. On obtient un pigment laqué par mordançage sur sels d'aluminium. Des chimistes ont obtenu de l'acide carminique par synthèse en laboratoire en 1991.
Le terme cramoisi a depuis longtemps pris un sens indépendant du colorant. L'alizarine, colorant de la garance dont il existe une production synthétique industrielle depuis la fin du XIXe siècle, donne des nuances cramoisies.
La couleur des robes universitaires françaises associées aux sciences médicales est cramoisi[réf. souhaitée].

## Nuanciers
Le Répertoire de couleurs de la Société des chrysanthémistes publié en 1905 donne quatre tons de Rouge cramoisi, en indiquant qu'il s'agit de la Laque carminée foncée du marchand de couleurs Bourgeois. « L'écarlate de cochenille, traité par le protochlorure d'étain, donne du Rouge cramoisi. » Il donne aussi quatre tons d'un Carmin cramoisi, « Pourpre de Tyr mêlé de Carmin de Cochenille ».

## Étymologie
Le mot « cramoisi » est attesté dès 1315 et référait à un tissu de couleur rouge foncé. Ce mot existait antérieurement sous les formes quermesi, cremosi (cf. les équivalents en italien) ou crémoisi.
En anglais, cramoisy, tombé en désuétude, est un emprunt du français. Crimson, attesté dès 1416, provient des formes antérieures cremesin et crymysyn, adaptées du vieil espagnol cremesin qui signifiait « relatif au kermès », adapté lui-même du latin médiéval cremesinus pour kermesinus ou carmesinus, c’est-à-dire le pigment de la cochenille Kermes vermilio, quirmiz en arabe (et en persan), dérivant lui-même du sanskrit krmi-ja (de krmih « ver » et ja « produit ») signifiant « pigment rouge produit par un ver ». C'est un mot apparenté au latin vermis (ver) qui a donné worm en anglais. Le latin médiéval carmesinus (et sa forme contractée carminus) a également pour dérivé carminium qui a donné carmin en français et carmine en anglais. Les mots carmin et cramoisi ont donc la même origine.